# Casa Moner
Casa Moner és un habitatge del municipi de Figueres (Alt Empordà) inclòs en l'Inventari del Patrimoni Arquitectònic de Catalunya.

## Descripció
Edifici entre mitgeres molt a prop de la Rambla. Ordenació dels pisos horitzontal. Planta baixa més tres pisos. Planta baixa amb un portal emmarcat en un arc escarser amb llinda apuntada. En un costat es conserven dos arcs escarsers apuntats, mentre que a l'altra banda s'ha refet tot per fer-hi una botiga. Al primer pis trobem una tribuna central integrada en balconada correguda, i dos balcons més laterals, tots amb obertures amb arc conopial amb una creu lanceolada a la llinda, i sobre forjat en pedra aguantat per mènsules. Al segon pis destaca un balcó principal sobre la tribuna i dos finestrals a cada costat, tots ells allindanats. El tercer pis és una llotja de nou obertures centrals i tres a cada lateral que els separa entre si dues pilastres a la base de les quals hi ha una gàrgola a cadascuna d'elles. Aquestes obertures són amb arc rectilini apuntat i aguantades per pilars d'ordre dòric que tenen com a base un fris amb decoració vegetal. La façana és d'obra vista i encoixinat als extrems. Cornisa aguantada per mènsules i teulada a dos vessants.